# Lamento tu pérdida
Lamento tu pérdida è un singolo della cantante dominicana Natti Natasha, pubblicato il 21 dicembre 2018 su etichetta discografica Pina Records come terzo estratto dall'album di debutto Iluminatti.

## Tracce
Download digitale
1. Lamento tu pérdida – 2:40